# Parque de los Rhododendron de Graal-Müritz
El parque de los rododendros de Graal-Müritz (en alemán: Rhododendronpark Graal-Müritz) es un parque-jardín botánico especializado en Rhododendron y Azaleas, de 4,5 hectáreas de extensión, en Graal-Müritz, Alemania. 

## Localización
Se encuentra en la costa del Mar Báltico rodeado de los bosques y brezales de la zona de Rostock
Rhododendronpark Graal-Müritz, Graal-Müritz, Mecklenburg-Vorpommern, Deutschland-Alemania54°15′11″N 12°13′43″E / 54.25306, 12.22861
La entrada es libre y gratuita a lo largo de todo el año. 

## Historia
El Rhododendronpark que existe actualmente fue creado gradualmente entre los años 1955 a 1961, por el arquitecto del paisaje de Rostock Friedrich-Karl Evert. El área comprendida en el oeste del parque era anteriormente un hoyo de arena.
Es desde entonces un parque público para los turistas, los usuarios y los naturales del lugar. En el año 1986 el parque fue catalogado como monumento natural. 
Entre los años 2005 a 2007 el parque fue reconstruido de un modo didáctico, para lo cual las plantas existentes no sólo fueron podadas y renovadas, sino también las sendas para peatones y las cercas de protección de las zonas de juegos. Además antes el parque era accesible solamente del lado de la ciudad fue conectado además por un puente con el área próxima del camping. Además de un pabellón para conciertos, en el cual se realizan diversos eventos durante todo el año. 

## Colecciones

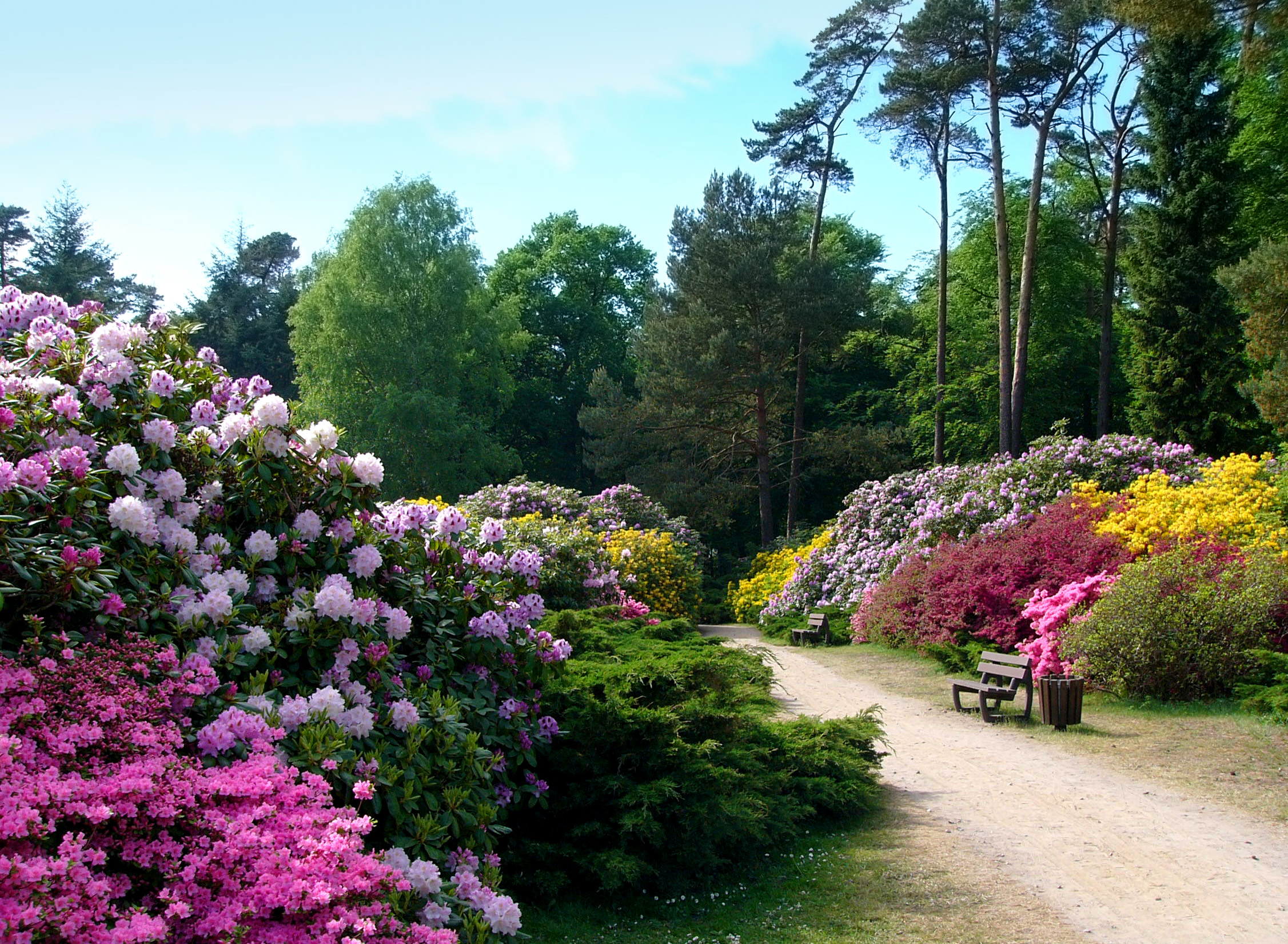
El Rhododendronpark es uno de los atractivos de la zona donde se ubica.

En las 4,5 hectáreas del Rhododendronpark se reúne una colección de unos 2500 ejemplares de Rhododendron y azaleas, con unos 60 híbridos diversos.
Los Rhododendron son originarios de América y de Eurasia y algunos ejemplares alcanzan hasta los 6 metros de altura. El diseño y los céspedes está compaginados diferentes maneras con los bancos del parque.
El Rhododendronpark Graal Müritz está junto a la playa del mar Báltico y "Rostocker Heide" (Páramo de brezos de Rostock) en una de las tres áreas principales de ocio del centro turístico de salud. El parque se abre durante todo el año, la entrada es libre. 
Recomendado de visitar durante el tiempo de la floración en mayo y junio cuando el parque adquiere una rica gama de colores. En el verano anualmente se selecciona a la reina del Rhododendron y se realizan conciertos semanales en el parque. En mayo tien lugar la "Rhododendronfest" (fiesta del Rhododendron)